# Калф (острів, Канада)
Калф (англ. Calf Island) — один із островів у складі островів Паррі з групи островів Королеви Єлизавети Канадського Арктичного архіпелагу, що у водах Північного Льодовитого океану. Адміністративно належить до території Нунавут Канади.

## Географія
Острів розташований між південно-східним краєм острова Північний Кент та південно-західним краєм острова Елсмір. Від першого острів відокремлений протокою Твер, від другого — Східною протокою. На півночі омивається водами протоки Гелл-Гейт між островами Елсмір та Північний Кент, а на півдні — протокою Фрам. Має трикутну форму з вершиною на півночі та основою на півдні. Довжина сторін трикутника становить 4,5х5,4х6,7 км. Острів височинний, вкритий льодовиком.